# تایتوس اونیل
تادئوس مایکل بولارد اس‌آر. (به انگلیسی: Thaddeus Michael Bullard Sr.) (زاده ۲۹ آوریل ۱۹۷۷)، که در رینگ مسابقات با نام تایتوس اونیل بهتر شناخته می‌شود، یک کشتی‌گیر حرفه‌ای آمریکایی ، بازنشسته کالج و یک بازیکن حرفه‌ای فوتبال آمریکایی است. او در حال حاضر استخدام کمپانی دبلیودبلیوئی است. از زمانی که در دبلیودبلیوئی مشغول به کار شده، یک‌بار قهرمان کمربند تگ تیم همراه با درن یانگ، تحت عنوان گروه د پرایم تایم پلیرز شده‌است.اوهیمن‌یک‌بارقهرمان‌کمربند]۲۴/۷[هم شده است